# Sherif Genedy
Sherif Genedy Abdallah (in arabo شريف جنيدى‎?; 3 aprile 1979) è un ex cestista egiziano.

## Carriera
Con l'Egitto ha disputato i Campionati mondiali del 2014 e due edizioni dei Campionati africani (2001, 2013).